# Nati nel 1920/Febbraio
| Questa pagina contiene informazioni ricavate automaticamente dalle voci biografiche con l'ausilio del template Bio e di un bot. L'aggiornamento è periodico e automatico e ricostruisce completamente la pagina. Se manca una persona in questa lista, sei pregato di non aggiungerla, ma accertati piuttosto che la sua voce biografica contenga il template Bio e che i dati anagrafici siano correttamente compilati. Se il template Bio manca, inseriscilo tu stesso o, in alternativa, metti l'avviso {{tmp\|Bio}} che ne segnala la mancanza. Se i dati riportati sono sbagliati, correggi direttamente la voce biografica; le modifiche saranno visibili in questa lista entro pochi giorni. Per chiarimenti vedi il progetto biografie. La lista contiene solo le 210 persone che sono citate nell'enciclopedia e per le quali è stato implementato correttamente il template Bio. Pagina aggiornata al 10 ago 2025. |

- 1º febbraio - Celso Battaia, calciatore italiano († 2007)
- 1º febbraio - Longino Di Piazza, calciatore italiano († 2001)
- 1º febbraio - Giulio Fenzi, calciatore italiano
- 1º febbraio - Guido Fovana, calciatore italiano († 1982)
- 1º febbraio - Castellina, fisarmonicista italiano († 2000)
- 1º febbraio - Olivier Guinet, partigiano francese († 1945)
- 1º febbraio - Emanuele Lena, militare, partigiano e antifascista italiano († 1944)
- 1º febbraio - Kenzō Okuzaki, militare, scrittore e attore giapponese († 2005)
- 1º febbraio - Sirio Politi, presbitero italiano († 1988)
- 1º febbraio - Pierre Jonquères d'Oriola, cavaliere francese († 2011)
- 2 febbraio - Jean Goldschmit, ciclista su strada e ciclocrossista lussemburghese († 1994)
- 2 febbraio - Hughie Green, conduttore televisivo, attore e produttore televisivo britannico († 1997)
- 2 febbraio - George Hardwick, allenatore di calcio e calciatore inglese († 2004)
- 2 febbraio - Yuriko, ballerina e coreografa statunitense († 2022)
- 2 febbraio - Roy McKay, giocatore di football americano statunitense († 1969)
- 2 febbraio - Joe Mondragon, contrabbassista statunitense († 1987)
- 2 febbraio - Virgilio Nicoli, calciatore italiano
- 2 febbraio - Heikki Suolahti, compositore finlandese († 1936)
- 3 febbraio - Maddalena Cerasuolo, patriota, antifascista e operaia italiana († 1999)
- 3 febbraio - Henry Heimlich, medico statunitense († 2016)
- 3 febbraio - Khieu Ponnary, rivoluzionaria cambogiana († 2003)
- 3 febbraio - George Armitage Miller, psicologo statunitense († 2012)
- 3 febbraio - Angiola Minella, partigiana e politica italiana († 1988)
- 3 febbraio - Stan Ockers, ciclista su strada e pistard belga († 1956)
- 3 febbraio - Bibi Osterwald, attrice statunitense († 2002)
- 4 febbraio - Addison Baker, militare e aviatore statunitense († 1943)
- 4 febbraio - Gerardo Guerrieri, regista e drammaturgo italiano († 1986)
- 4 febbraio - Robert Murray Hanson, militare e aviatore statunitense († 1944)
- 4 febbraio - Gilbert Lazard, glottologo, linguista e iranista francese († 2018)
- 4 febbraio - Adriano Milani Comparetti, medico italiano († 1986)
- 4 febbraio - Aventino Pavese, calciatore italiano († 2006)
- 4 febbraio - Enrico Radio, allenatore di calcio, dirigente sportivo e calciatore italiano († 2012)
- 4 febbraio - Sid Sackson, ingegnere statunitense († 2002)
- 5 febbraio - Antonio Tantay, cestista filippino († 1988)
- 5 febbraio - Enrico Theodoli, militare e aviatore italiano († 1941)
- 6 febbraio - Giovanni Carini, matematico italiano († 1993)
- 6 febbraio - Silvio D'Arzo, scrittore, poeta e saggista italiano († 1952)
- 6 febbraio - Max Mannheimer, scrittore ceco († 2016)
- 6 febbraio - Roger Rocher, imprenditore e dirigente sportivo francese († 1997)
- 6 febbraio - Stelio Zaganelli, politico italiano († 2011)
- 7 febbraio - Giovanni Corrieri, ciclista su strada italiano († 2017)
- 7 febbraio - Miguel Lourenço, calciatore portoghese
- 7 febbraio - Don Martin, cestista e allenatore di pallacanestro statunitense († 1997)
- 7 febbraio - Augusto Mazzucato, calciatore italiano
- 8 febbraio - Bob Bemer, informatico statunitense († 2004)
- 8 febbraio - Bengt Ekerot, attore e regista svedese († 1971)
- 8 febbraio - Sverre Farstad, pattinatore di velocità su ghiaccio norvegese († 1978)
- 8 febbraio - Mike Magill, pilota automobilistico statunitense († 2006)
- 8 febbraio - Bruce Smith, giocatore di football americano statunitense († 1967)
- 8 febbraio - Giacinto Spagnoletti, storico della letteratura, poeta e romanziere italiano († 2003)
- 8 febbraio - Lana Turner, attrice statunitense († 1995)
- 8 febbraio - Pietro Virga, giurista e costituzionalista italiano († 2004)
- 8 febbraio - Clemens Wientjes, calciatore tedesco († 1998)
- 9 febbraio - Poldo Bendandi, attore italiano († 1991)
- 9 febbraio - Károly Kéri, calciatore ungherese († 1999)
- 9 febbraio - Franco Munari, filologo classico e traduttore italiano († 1995)
- 9 febbraio - Enrico Schiavetti, calciatore italiano († 1993)
- 9 febbraio - Aleksej Skvorcov, botanico e biologo russo († 2008)
- 10 febbraio - Nicolò Asaro, politico italiano († 1973)
- 10 febbraio - Kenneth Bartholomew, pattinatore di velocità su ghiaccio statunitense († 2012)
- 10 febbraio - José Manuel Castañón, scrittore spagnolo († 2001)
- 10 febbraio - Alex Comfort, medico e scrittore britannico († 2000)
- 10 febbraio - Neva Patterson, attrice statunitense († 2010)
- 10 febbraio - Chips Sobek, cestista e allenatore di pallacanestro statunitense († 1990)
- 11 febbraio - Fred Basolo, chimico statunitense († 2007)
- 11 febbraio - Fārūq I d'Egitto, sovrano e socialite egiziano († 1965)
- 11 febbraio - Voltolino Fontani, pittore italiano († 1976)
- 11 febbraio - Daniel F. Galouye, scrittore di fantascienza statunitense († 1976)
- 11 febbraio - Frumenzio Ghetta, presbitero, storico e letterato italiano († 2014)
- 11 febbraio - Billy Halop, attore statunitense († 1976)
- 11 febbraio - Bruno Lepre, politico italiano († 2006)
- 11 febbraio - Ernst Specker, matematico svizzero († 2011)
- 12 febbraio - Alfonso Armada, generale spagnolo († 2013)
- 12 febbraio - Giovanni Cappelli, calciatore italiano
- 12 febbraio - Francesco Corvaglia, politico italiano († 2001)
- 12 febbraio - Heleno de Freitas, calciatore brasiliano († 1959)
- 12 febbraio - Betty Hilton, tennista britannica († 2017)
- 12 febbraio - Pran, attore indiano († 2013)
- 12 febbraio - Agostino Scaglioni, calciatore italiano († 1998)
- 12 febbraio - Li Xianglan, cantante, attrice e conduttrice televisiva giapponese († 2014)
- 12 febbraio - Bea di Vigliano, pittrice italiana († 2022)
- 13 febbraio - Franca Cancogni, traduttrice, sceneggiatrice e scrittrice italiana († 2022)
- 13 febbraio - Eileen Farrell, soprano statunitense († 2002)
- 13 febbraio - William Piastra, scrittore italiano († 1997)
- 13 febbraio - Zao Wou-Ki, pittore e insegnante cinese († 2013)
- 14 febbraio - Albert Barillé, produttore televisivo, autore televisivo e sceneggiatore francese († 2009)
- 14 febbraio - Bruno Dante, calciatore italiano († 2002)
- 14 febbraio - Sergio Maggini, ciclista su strada italiano († 2021)
- 14 febbraio - Arduino Roccioletti, politico italiano († 1993)
- 15 febbraio - René Guy Cadou, poeta francese († 1951)
- 15 febbraio - Velleda Cesari, schermitrice italiana († 2003)
- 15 febbraio - Ryōgo Kubo, fisico giapponese († 1995)
- 15 febbraio - Eio Sakata, giocatore di go giapponese († 2010)
- 15 febbraio - Tristan Sauer, pallanuotista svizzero († 2007)
- 15 febbraio - Anne-Catharina Vestly, scrittrice norvegese († 2008)
- 15 febbraio - Jules Vuillemin, filosofo francese († 2001)
- 15 febbraio - Lino Zanussi, imprenditore italiano († 1968)
- 16 febbraio - Luigi Abeni, calciatore italiano († 2000)
- 16 febbraio - Vera Bergman, attrice tedesca († 1971)
- 16 febbraio - Bill Coven, cestista statunitense († 1998)
- 16 febbraio - Tony Crook, pilota automobilistico britannico († 2014)
- 16 febbraio - Walt Faulkner, pilota automobilistico statunitense († 1956)
- 16 febbraio - Anna Mae Hays, generale statunitense († 2018)
- 16 febbraio - Francesco Moranino, partigiano e politico italiano († 1971)
- 16 febbraio - William Edward Murray, vescovo cattolico australiano († 2013)
- 16 febbraio - Paul Rigaumont, pallanuotista belga († 1960)
- 16 febbraio - Michail Abramovič Švejcer, regista cinematografico sovietico († 2000)
- 17 febbraio - Ivo Caprino, regista norvegese († 2001)
- 17 febbraio - Eugenio Carmi, pittore italiano († 2016)
- 17 febbraio - Antonio Covolo, ciclista su strada, ciclocrossista e dirigente sportivo italiano († 2001)
- 17 febbraio - Gilberto Ferri, imprenditore italiano († 2011)
- 17 febbraio - Paul Fetler, compositore statunitense († 2018)
- 17 febbraio - Annie Glenn, attivista statunitense († 2020)
- 17 febbraio - Curt Swan, fumettista e illustratore statunitense († 1996)
- 17 febbraio - Glauco Viazzi, critico cinematografico e critico letterario italiano († 1980)
- 18 febbraio - Alessandro Caselli, militare e aviatore italiano († 1940)
- 18 febbraio - Paddy Crehan, cestista irlandese († 1992)
- 18 febbraio - Rolande Falcinelli, organista, pianista e compositrice francese († 2006)
- 18 febbraio - Cornelis Johannes van Houten, astronomo olandese († 2002)
- 18 febbraio - Umberto La Rocca, diplomatico italiano († 2011)
- 18 febbraio - Franco Silva, attore italiano († 1995)
- 18 febbraio - Eddie Slovik, militare statunitense († 1945)
- 19 febbraio - Franco Bassi, designer italiano († 2006)
- 19 febbraio - Jürgen von Beckerath, egittologo tedesco († 2016)
- 19 febbraio - Franco Andrea Dal Pino, storico italiano († 2015)
- 19 febbraio - Jaan Kross, scrittore estone († 2007)
- 19 febbraio - Iole Mancini, partigiana italiana († 2024)
- 19 febbraio - Ludvigs Putniņš, calciatore lettone († 1945)
- 19 febbraio - George Rose, attore britannico († 1988)
- 19 febbraio - Beat Rüedi, hockeista su ghiaccio e allenatore di hockey su ghiaccio svizzero († 2009)
- 19 febbraio - Protogene Veronesi, politico e fisico italiano († 1990)
- 20 febbraio - Karl Albrecht, imprenditore tedesco († 2014)
- 20 febbraio - Zlata Bartl, chimica jugoslava († 2008)
- 20 febbraio - Johnny Bianco, cestista, giocatore di baseball e allenatore di pallacanestro statunitense († 1977)
- 20 febbraio - Evgenij Fëdorovič Dragunov, ingegnere e progettista sovietico († 1991)
- 20 febbraio - Cesare Dujany, politico italiano († 2019)
- 20 febbraio - Francis Xavier Hsu Chen-Ping, vescovo cattolico cinese († 1973)
- 20 febbraio - Kathleen Agnes Kennedy, nobildonna britannica († 1948)
- 20 febbraio - Carl Schwende, schermidore canadese († 2002)
- 20 febbraio - Aldo Valleroni, compositore, paroliere e giornalista italiano († 2000)
- 21 febbraio - Gianetto Biondini, pittore italiano († 1981)
- 21 febbraio - André Chastagnol, epigrafista e storico francese († 1996)
- 21 febbraio - Pëtr Ivanovič Dolgov, aviatore sovietico († 1962)
- 21 febbraio - Franca Helg, architetto, progettista e designer italiana († 1989)
- 21 febbraio - Friedel Holz, calciatore tedesco († 1941)
- 21 febbraio - Ruggero Jacobbi, scrittore, critico letterario e poeta italiano († 1981)
- 21 febbraio - Tony Jaros, cestista statunitense († 1995)
- 21 febbraio - Robert Johnson, militare e aviatore statunitense († 1998)
- 21 febbraio - Ishigaki Rin, poetessa giapponese († 2004)
- 21 febbraio - Leo Scheffczyk, cardinale, presbitero e teologo tedesco († 2005)
- 21 febbraio - Bill Thompson, cestista statunitense († 1969)
- 22 febbraio - André Barrais, cestista francese († 2004)
- 22 febbraio - Rocco Borella, pittore italiano († 1994)
- 22 febbraio - Giannino Bosi, partigiano italiano († 1944)
- 22 febbraio - Bruno Capponi, politico italiano († 1994)
- 22 febbraio - Max-Philippe Delavouët, poeta e scrittore francese († 1990)
- 22 febbraio - Adelio Fiore, calciatore italiano
- 22 febbraio - Lanfranco Frigeri, pittore e scultore italiano († 2019)
- 22 febbraio - Jacques Geus, ciclista su strada belga († 1991)
- 22 febbraio - Renato Pierani, calciatore italiano († 2003)
- 22 febbraio - Anton Uran, predicatore e operaio austriaco († 1943)
- 23 febbraio - Herbert G. Baker, botanico britannico († 2001)
- 23 febbraio - Don Beery, cestista statunitense († 2016)
- 23 febbraio - Benyoucef Benkhedda, politico algerino († 2003)
- 23 febbraio - Jim Bulloch, allenatore di pallacanestro canadese († 1991)
- 23 febbraio - Jerome Lettvin, neuroscienziato e attivista statunitense († 2011)
- 23 febbraio - Loris Malaguzzi, pedagogista e insegnante italiano († 1994)
- 23 febbraio - Wilhelm Neukom, calciatore svizzero († 1987)
- 24 febbraio - Bai Hong, attrice e cantante cinese († 1992)
- 24 febbraio - Federico Boriani, pittore italiano († 2011)
- 24 febbraio - Fortune FitzRoy, duchessa di Grafton, nobildonna inglese († 2021)
- 24 febbraio - Renato Massari, politico italiano († 2012)
- 24 febbraio - Mario Zuccarini, bibliotecario, bibliografo e storico italiano († 1996)
- 25 febbraio - Jean-Émile Charon, fisico e filosofo francese († 1998)
- 25 febbraio - Léopold Dion, serial killer canadese († 1972)
- 25 febbraio - Philip Habib, diplomatico statunitense († 1992)
- 25 febbraio - Sun Myung Moon, predicatore sudcoreano († 2012)
- 25 febbraio - Kálmán Szeverényi, militare e aviatore ungherese († 1945)
- 25 febbraio - Leonardo Tarantini, partigiano, antifascista e poeta italiano († 2009)
- 26 febbraio - Hilmar Baunsgaard, politico danese († 1989)
- 26 febbraio - Renzo Chiodi, calciatore e allenatore di calcio italiano
- 26 febbraio - Giovanni Battista Columbu, politico italiano († 2012)
- 26 febbraio - Henri Crolla, chitarrista italiano († 1960)
- 26 febbraio - Michael Pate, attore e regista australiano († 2008)
- 26 febbraio - Gisèle Prassinos, scrittrice francese († 2015)
- 26 febbraio - Tony Randall, attore, comico e cantante statunitense († 2004)
- 26 febbraio - Gherardo del Colle, poeta, scrittore e francescano italiano († 1978)
- 27 febbraio - Julian Jaynes, psicologo statunitense († 1997)
- 27 febbraio - Helmuth Johannsen, allenatore di calcio tedesco († 1998)
- 27 febbraio - Ernesto Sandroni, calciatore italiano († 1979)
- 27 febbraio - Carlo Sorcinelli, militare e marinaio italiano († 1944)
- 27 febbraio - Cesare Tassetto, carabiniere italiano († 2016)
- 28 febbraio - Mario Gariboldi, generale italiano († 2004)
- 28 febbraio - Hubert Giraud, paroliere e compositore francese († 2016)
- 28 febbraio - Alf Kjellin, regista e attore svedese († 1988)
- 28 febbraio - Nino Milano, attore italiano († 1989)
- 28 febbraio - Anna Smoleńska, partigiana polacca († 1943)
- 28 febbraio - Ladislav Vychodil, scenografo slovacco († 2005)
- 29 febbraio - Fëdor Aleksandrovič Abramov, scrittore russo († 1983)
- 29 febbraio - Karin Aurivillius, chimica e cristallografa svedese († 1982)
- 29 febbraio - Valerio Rolando Boesso, editore, imprenditore e politico italiano († 2008)
- 29 febbraio - John Chaney, cestista e allenatore di pallacanestro statunitense († 2004)
- 29 febbraio - Marisa Fiordaliso, cantante italiana († 1983)
- 29 febbraio - Arthur Franz, attore statunitense († 2006)
- 29 febbraio - Lorenzo Lodi, militare e insegnante italiano († 2008)
- 29 febbraio - James Mitchell, attore e danzatore statunitense († 2010)
- 29 febbraio - Michèle Morgan, attrice francese († 2016)
- 29 febbraio - Howard Nemerov, poeta statunitense († 1991)
- 29 febbraio - Janko Premrl, partigiano sloveno († 1943)
- 29 febbraio - Johann Waldbach, militare e poliziotto tedesco orientale († 1953)